# Equística
Equística é a ciência dos assentamentos humanos incluindo planejamento regional, urbano, comunitário e design de habitação. Seu maior incentivo foi o surgimento de conurbações cada vez maiores e complexas, tendendo até a uma cidade mundial. O estudo envolve todo tipo de assentamento humano, com especial atenção à geografia, ecologia, psicologia humana, antropologia, cultura, política e, ocasionalmente, estética.
Como modo científico de estudo, a ekística atualmente se baseia em estatísticas e descrições, organizadas em cinco elementos ou princípios ekísticos: natureza, antropos, sociedade, conchas e redes. É geralmente um campo mais científico do que o planejamento urbano, e tem uma considerável sobreposição com alguns dos campos menos restritos da teoria arquitetônica.
Na aplicação, são tiradas conclusões que visam alcançar a harmonia entre os habitantes de um assentamento e seus ambientes físicos e socioculturais.

## Etimologia
O termo 'equística' foi cunhada por Constantinos Apóstolos Doxiádis em 1942. A palavra é derivada do adjetivo grego οἰκιστικός (oikistikós) mais particularmente do plural neutro οἰκιστικά (oikistiká). O adjetivo grego antigo οἰκιστικός significava: "sobre a fundação de uma casa, uma habitação, uma cidade ou colônia; contribuindo para a colonização". Foi derivada de οἰκιστής (oikistēs), um substantivo grego antigo que significa "a pessoa que instala colonos no lugar". Isso pode ser considerado como derivado indiretamente de outro substantivo grego antigo, οἴκισις (oikisis), que significa "construção", "moradia", "habitação" e, especialmente, "estabelecimento de uma colônia, um assentamento ou uma cidade" (usado por Platão), ou "encher com novos colonos", "assentar". Todas essas palavras cresceram do verbo οἰκίζω (oikizō), "para resolver", e foram finalmente derivados do substantivo οἶκος (oikos), "casa", "lar" ou "habitat".

## Unidades
Doxiádis acreditava que a conclusão da experiência biológica e social era clara: para evitar o caos, devemos organizar nosso sistema de vida de antropos (individual) a ecumenópolis (cidade global) em níveis hierárquicos, representados por assentamentos humanos. Assim, ele articulou uma escala hierárquica geral com quinze níveis de unidades equísticas:
- antropos - 1
- quarto - 2
- casa – 5
- grupo doméstico (aldeia) – 40
- pequeno bairro (aldeia) – 250
- bairro – 1.500
- pequena pólis (cidade) - 10.000
- pólis (cidade) – 75.000
- pequena metrópole – 500.000
- metrópole – 4 milhões
- pequena megalópole – 25 milhões
- megalópole – 150 milhões
- pequena eperópolis – 750 milhões
- eperópolis – 7,5 bilhões
- ecumenópolis – 50 bilhões

Os números populacionais acima são para as unidades equísticas futuras ideais de Doxiadis para o ano 2100, quando ele estimou (em 1968) que a Terra atingiria um crescimento populacional zero em uma população de 50 bilhões com a civilização humana sendo alimentada por energia de fusão.